# Cabildo Metropolitano de Zaragoza
El Cabildo Metropolitano de Zaragoza es una institución formada por sacerdotes de Zaragoza y que se dedica a administrar la vida eclesiástica de la ciudad, especialmente las catedrales metropolitanas de La Seo y El Pilar.

## Historia
La historia de los cabildos en Aragón se remonta hacia el siglo XI, al reformar Gregorio VII varios aspectos de la Iglesia, a fin de lograr una verdadera observancia de las reglas tradicionales del catolicismo.
El cabildo de Zaragoza fue fundado en 1121 y regulado en 1160. En el siglo XIII se produce su partición en dos instituciones: una dedicada a la mensa episcopal y otra a la mensa común o canonical.
Gradualmente se lleva a cabo su secularización. Pese a que los importantes cabildos de Huesca y Jaca lo hicieron en el siglo XIV, el cabildo de Zaragoza la comenzó en 1604.
Los miembros del Cabildo tomaron parte en la Diputación del General del Reino de Aragón hasta su disolución por los Decretos de Nueva Planta (1707) a manos de Felipe IV (V de Castilla).
El cabildo fue una pieza muy importante en la edificación del templo barroco de El Pilar, al sugerir la propuesta al virrey Juan José de Austria. Finalmente, las obras comenzaron en 1681.

## Organización
Entre sus miembros destaca un deán, elegido por sesión solemne de todo el cabildo por un período de cuatro años, elegido mediante voto secreto y cuyo nombramiento es ratificado por el arzobispo de Zaragoza.
También de entre los capellanes se elige a un canónigo, encargado de administrar todo lo relacionado con la Capilla de Nuestra Señora del Pilar.
- Datos: Q8254478